# Samsung Galaxy S5 Sport
Samsúng Gálaxy S5 Spórt — смартфон компании Samsung Electronics на базе операционной системы Android KitKat, выпущенный в июне 2014 года.
Гаджет представляет собой классический моноблок, спереди на котором расположены динамик, фронтальная камера, две сенсорных и одна физическая кнопка. Задняя крышка съёмная, что обеспечивает влагозащиту. Также смартфон обладает 5.1 сенсорным экраном Super AMOLED.

## Технические характеристики
Samsung Galaxy S5 Sport имеет 2 ГБ оперативной и 16 ГБ встроенной памяти. Также телефон может похвастать 16-мегапиксельной основной и 2-мегапиксельной фронтальной камерой. Батарея здесь установлена на 2800 mA•ч.

## Программное обеспечение

### Операционная система
Смартфон работает под управлением Android KitKat с фирменной оболочкой TouchWiz Neture UX. Разумеется, как и Samsung Galaxy S5, его преемника ругали за якобы дизайн ВАЗА или лейкопластыря, но это не помешало ему завоевать хорошие продажи в течение многих лет.